# Молодцов, Василий Сергеевич
Васи́лий Серге́евич Молодцо́в (20 декабря 1899  [1 января 1900], Смоленская губерния — 30 сентября 1985, Москва) — советский философ-марксист, специалист по диалектике, онтологии и социальной философии. Доктор философских наук, профессор, заведующий кафедрой диалектического материализма (1960—1969), декан философского факультета МГУ (1952—1968), Заслуженный деятель науки РСФСР.

## Биография
Родился 20 декабря 1899 (1 января 1900) года в деревне Аверькиево, Смоленской губернии, в семье железнодорожного слесаря станции Москва I Сергей Иванович Молодцов (24 августа (5 сентября) 1876—1930) и Екатерины Васильевна (в дев. Королёва) (1882—1930). Младший брат Пётр, в 1936 году служил во флоте. Из рода Нащокиных (тётя — Вера Андреевна Нащокина).
Детство провёл в с. Подсолнечное (Клинский уезд, Московская губерния). В 1914 году семья переехала в Москву.
В ноябре 1918 года Василий Молодцов был призван в РККА. Служил в 99 пехотном полку 93 отдельной стрелковой бригады в Москве. Участвовал в Гражданской войне. С января 1919 года — красноармеец-библиотекарь 6-го Ковровского полка железнодорожной обороны Москвы. Принимал участие в ликбезе и агитации. С начала 1920 года командирован в штаб Южного фронта. До 1922 года служил в Актюбинске и Туркестане. В ноябре 1922 года закончил службу в Москве на должности Секретарь военкома артиллерийского дивизиона 14-й стрелковой дивизии.
Работал редактором и преподавателем философских дисциплин в различных организациях. С 1953 года его научная и преподавательская деятельность была связана с Философским факультетом МГУ.
Василий Сергеевич Молодцов скончался 30 сентября 1985 года в Москве, был похоронен на Кунцевском кладбище.

### Обучение
Окончил трёхклассную сельскую школу. С января по ноябрь 1918 года учился на общеобразовательных курсах в Москве.
В декабре 1920 года поступил слушателем на Артиллерийское отделение Военного факультета Туркестанского университета.
В 1922—1924 годах учился на физико-математическом факультете Московского университета. Принимал участие в борьбе с антисоветски настроенной профессурой. После 1924 года продолжил обучение заочно.
В 1930—1933 годах обучался в КУПОН. С 1931 года преподавал марксистско-ленинскую философию.
В 1934—1935 годах — аспирант Московского института истории, философии и литературы (МИФЛИ).
В 1935—1937 годах — слушатель Института красной профессуры. Одновременно с учёбой вёл педагогическую работу в качестве преподавателя философии в МГУ и других высших учебных заведениях Москвы.
С 1949 года — кандидат философских наук.
С 1954 года — профессор, доктор философских наук.

### Организационная работа
С июня 1913 года начал работать чернорабочим на Подсолнечном стекольном заводе.
В 1915—1918 годах работал «техническим библиотекарем» в библиотеке-читальне им. И. С. Тургенева. В январе 1918 года помог предотвратить забастовку и закрытие читальни.
С января по ноябрь 1918 года работал в передвижном библиотечном фонде Московского отдела народного образования.
В 1924—1927 годах работал заведующим читальным залом им. Островского, заведующим Библиотекой им. Загорского в Народном доме Бауманского района Москвы.
С сентября 1927 года работал инструктором Московского губернского Союза работников просвещения.
В 1929—1930 годах преподавал обществоведение в учебных заведениях Бауманского отдела народного образования и в Институте инженеров связи.
В 1933 году работал в Воронеже преподавателем диамата в филиале ИМЗО.
В 1934—1935 годах преподавал в МГУ, Финансовом институте, Московском торфяном институте и ИМЗО.
С октября 1937 года был заместителем заведующего отдела партийной жизни газеты «Правда».
В 1937—1940 годах заведовал издательским сектором ЦК ВКП(б). На этом посту он создал ряд новых издательств по выпуску научной литературы. Именно ему пришлось по заданию Сталина обеспечить за одни сутки организацию в 1937 году печать тиража книги Фейхтвангера «Москва. 1937».
С февраля 1939 года заведовал сектором в Отделе пропаганды ЦК ВКП(б).
В январе 1940 года был назначен директором Госполитиздата, где работал до января 1941 года. С сентября 1940 по август 1941 года преподавал в ВПШ. Одновременно, с февраля 1941 года, преподавал философию на Ленинских курсах при ЦК ВКП(б).
С ноября 1941 по декабрь 1942 года был отправлен в Ижевск и Сарапул. Работал лектором Удмуртского обкома ВКП(б), где вёл пропагандистскую работу среди бойцов, отправляемых на фронт.
В Москве, с декабря 1942 по сентябрь 1947 года, работал редактором Совинформбюро. Во время Великой Отечественной войны его статьи активно печатали в газетах: Правда, Известия, Красная звезда, Гудок и перепечатывались в изданиях стран антигитлеровской коалиции.
Выполнял работу по организации общественных Антифашистских комитетов:
- До 1946 года был заместителем ответственного секретаря Антифашистского комитета советских учёных
- В 1943 году, как член Всеславянского комитета неоднократно встречался у себя дома с И. Броз Тито[7].

С декабря 1944 года вновь преподавал в Высшей партийной школе при ЦК ВКП(б). В 1946—1953 годах он работал заместителем заведующего кафедрой диалектического и исторического материализма и преподавателем кафедры философии. Затем становится заведующим Кафедрой философии ВПШ.
В октябре 1952 года по решению ЦК КПСС был назначен деканом философского факультета МГУ. Затем он несколько раз переизбирался, и эту должность он занимал до 1968 года. Он разработал новые программы и учебные курсы по философии, улучшил работу с аспирантами, подготовил многих кандидатов и докторов философских наук. С 1960 по 1969 года возглавлял кафедру диалектического материализма. С сентября 1980 года назначен профессором-консультантом.
В. С. Молодцов, будучи деканом факультета, выступал за создание семейных общежитий в МГУ, против раздельного поселения мужей и жён в общежитиях.

### Редакторская работа
Редактор книг и статей по философии.
Основатель и главный редактор философского Вестника МГУ:
- 1956 — Серия экономики, философии, права (4 номера в год)
- 1960 — Серия 8: Экономика, философия (6 номеров в год)
- 1966 — Серия 7: Философия (6 номеров в год).

### Научная деятельность
Василий Сергеевич Молодцов разрабатывал вопросы диалектики как науки, предмета философии, о взаимосвязи и взаимообусловленности явлений природы и общества, о превращении возможности в действительность, объективность противоречий и их роль в развитии общества. Под его руководством на факультете были проведены философские дискуссии по актуальным вопросам философии и логики.
В 1949 году защитил кандидатскую диссертацию, а в 1950 году ему присвоили звание доцента. 20 ноября 1954 года был утверждён в звании и должности профессора. По совокупности работ ему присуждена учёная степень доктора философских наук.
Опубликовал ряд статей, монографий и учебников. Организовал выпуск и стал заместителем главного редактора восьмитомного издания по теории диалектики на базе философского факультета МГУ. Возглавлял работу над шестым томом, посвящённым диалектике социальных процессов.
В августе 1954 года выступал с докладом «Принцип развития в философии» на Международном философском конгрессе в Цюрихе.
В 1958 году участвовал в работе 12 Всемирного философского конгресса в Венеции.
- В 1949—1968 годах был членом редакционной коллегии журнала «Вопросы философии».
- Был основателем и, более десяти лет, главным редактором журнала «Вестник МГУ. Серия Философия».

Ввёл курс Философские проблемы современной науки, а также спецкурсы Восточной философии и Философских проблем естествознания. Проводил конференции по Диалектической логике.
Под руководством В. С. Молодцова защищены 4 докторских и 25 кандидатских диссертаций. Являлся научным руководителем в аспирантуре Ричарда Косолапова.
Основные научные темы и интересы:
- Разработка философских проблем современного естествознания (информация, обратная связь, генетический код).
- Применением диалектики к природе и мышлению.
- История марксистско-ленинской философии
- Философия народов СССР

## Награды и звания
- 1942 — Медаль «За боевые заслуги»
- 1945 — Медаль «За доблестный труд в Великой Отечественной войне 1941—1945 гг.»
- 1947 — Медаль «В память 800-летия Москвы»
- 1961 — Орден Ленина
- 1968 — Юбилейная медаль «50 лет Вооружённых Сил СССР»
- 1970 — Медаль «В ознаменование 100-летия со дня рождения Владимира Ильича Ленина»
- 1975 — Юбилейная медаль «Тридцать лет Победы в Великой Отечественной войне 1941—1945 гг.»
- 1978 — Юбилейная медаль «60 лет Вооружённых Сил СССР»
- 1980 — Орден Октябрьской Революции (23.01.1980)[14]
- 1985 — Юбилейная медаль «Сорок лет Победы в Великой Отечественной войне 1941—1945 гг.»

Нагрудные знаки: «225 лет МГУ» и «50 лет пребывания в КПСС».
- Заслуженный деятель науки РСФСР.

## Членство в организациях
- 1919 — Член РКП(б), июнь
- 1919 — Секретарь комсомольской ячейки, с октября
- 1919 — Секретарь военкома и заместитель военкома 17-го батальона 5-й бригады в Москве
- 1920—1922 — Член Туркестанской центральной фронтовой комиссии помощи голодающим детям
- 1930 — Избран в состав Моссовета
- 1942—1946 — Заместитель ответственного секретаря Антифашистского комитета советских учёных
- 1942—1946 — Член Всеславянского комитета
- 1944—1946 — Ответственный секретарь журнала «Славяне»
- 1951—1960 — Член бюро секции философских наук Всесоюзного общества по распространению политических и научных знаний
- 1953—1964 — Руководитель секции философии научно-технического Совета Минвуза СССР
- 1953—1964 — Член и председатель экспертной комиссии ВАК
- 1962 — Член Дома учёных АН СССР (современный Центральный дом учёных), входил в Совет
- 1962—1969 — Член секции философских и юридических наук Комитета по Ленинским и Государственным премиям СССР при Совете Министров СССР
- 1964 — Член комиссии при Советском комитете защиты мира
- 1965—1969 — Член секции общественных наук Советских обществ дружбы и культурной связи с зарубежными странами
- 1966—1967 — Член Совета Главной редакции общественно-политической литературы Госкомиздата СССР
- 1971—1982 — Председатель ревизионной комиссии Философского общества СССР.

Воинское звание — майор.

## Семья
- Брат — Пётр Сергеевич; сестра — Валентина Сергеевна (Кожевникова); сестра — Анна Сергеевна; сестра — Екатерина Сергеевна (Пашутина).
- Жена (с 15 сентября 1927 года) — Татьяна Ивановна (в дев. Маркина; 1904—2000) — окончила Лефортовское 3-е женское училище и физико-математический факультет МГПИ (1935), работала учителем физики и инженером.

Дочери:
- Людмила (22 сентября 1928—1987) — закончила МГУ, инженер физик, учёный в АН СССР.
- Зоя (24 августа 1937 — 28 февраля 2014) — инженер на Машиностроительном заводе им. Хруничева.

Братья жены: Сергей Маркин (1903—1942) — художник, Николай (1907—1978) — инженер-конструктор, Михаил (1913—1984) — моряк и спортивный деятель и Александр (1920—1997) — военный врач.

## Отзывы и критика
В. В. Миронов в 2018 году вспоминал:
— Но вернёмся на вашу кафедру…

— На ней работали крупнейшие фигуры в нашей философии — такие как Василий Сергеевич Молодцов, который был и деканом одновременно. Он, кстати, в военное время приложил усилия к тому, чтобы факультет в очередной раз не закрыли.
Инициатор изгнания из МГУ Э. В. Ильенкова. Искусствовед В. В. Ванслов писал:
На одном из собраний декан этого факультета тупица Молодцов громил Эвальда Ильенкова и его товарищей за новые подходы к пониманию предмета философии и возмущенно воскликнул: «Вы только подумайте, они нас тащат в область мышления!». Студенческая аудитория мгновенно отреагировала, и все дружно закричали: «Не бойтесь. Вас туда не затащишь!»
Т. И. Ойзерман в 2004 году вспоминал:
Было на моей памяти три декана: первый — Д. А. Кутасов, второй — А. П. Гагарин, очень добрый человек, хотя в философии не сильный, и третий — B. C. Молодцов, тоже хороший человек и тоже слабый в философском отношении.

## Основные труды
Автор многочисленных статей в центральных газетах, методических разработок, программ и статей в философском словаре.
Среди них:
- Молодцов В. С. Диалектика и метафизика // Большевик. — 1939. — № 2.
- Молодцов В. С. И. В. Сталин о раскрытии и преодолении противоречий // Вопросы философии. — 1949. — № 2. — С. 205—226.
- Молодцов В. С. О противоречиях при социализме и путях их преодоления // Коммунист. — 1951. — Выпуски 13—18. — С. 18—31.
- Молодцов В. С. Марксистская диалектика как наука. — М., 1951.
- Молодцов В. С. Марксистская диалектика — научный метод познания и революционного преобразования мира // Моск. проп. — 1951. — № 8. — С. 8—17.
- Молодцов В. С. О коренной противоположности марксистской философии буржуазному мировоззрению. — М., 1951.
- Молодцов В. С. Марксистская диалектика о взаимосвязи и взаимообусловленности явлений в природе и обществе // Лекции, прочитанные в Высшей партийной школе при ЦК ВКП(б). — М.: ВПШ, 1951. — 56 с.
- Молодцов В. С. Материалистическая диалектика — единственно научный метод познания действительности // Пресс-бюро «Правды». — 1952. Бюлл. 8. — 8 с.
- Молодцов В. С. Программа курса логики / Ред. В. С. Молодцов. Высшая партийная школа при ЦК ВКП(б). — М., 1952, 1953. — 8 с.
- Молодцов В. С. Марксистская диалектика о развитии в природе и обществе. — М., 1953.
- Молодцов В. С. Об объективном характере законов природы и общества // Профессиональные союзы. — 1953. — № 2. — С. 14—24.
- Молодцов В. С. Об ошибках в понимании предмета диалектического материализма // Вопросы философии. — 1956. — № 1. — С. 188—194.
- Молодцов В. С. Диалектика превращения возможности в действительность. — М., 1958.
- Молодцов В. С. Классовые и гносеологические основы ревизионизма // Вопросы философии. — 1958. — № 12.
- Молодцов В. С. В. И. Ленин о партийности философии // Книга В. И. Ленина «Материализм и эмпириокритицизм» — важнейший этап в развитии марксистской философии. — М., 1959.
- Молодцов В. С. Закономерности перехода к коммунизму. — М.: Знание, 1959. — 32 с.
- Молодцов В. С. Об одновременном переходе стран социалистической системы к коммунизму // Некоторые теоретические вопросы строительства коммунизма. — М.: Знание, 1960. — С. 171—191.
- Молодцов В. С. Классовые и гносеологические корни современных религий // Основные вопросы научного атеизма. — М., 1962. — С. 14—24.
- Молодцов В. С., Талызина Н. Ф. Выдающееся научное исследование по проблемам психологии // Научные доклады высшей школы. Философские науки. — 1963. — № 3. — С. 96—100.
- Молодцов В. С. Научное мировоззрение — каждому строителю коммунизма. — М.: Знание, 1963. — 48 с. — (Новое в жизни, науке, технике. 2 серия. Философия; 6).
- Молодцов В. С. О противоречиях при социализме и путях их преодоления // Большевик. — 1965. — № 14. — С. 18—32.
- Молодцов В. С. Научное мировоззрение — основа коммунистического сознания // Вестник МГУ. — 1966. — № 6. — С. 3—13.
- Молодцов В. С. Философский журнал университета и его задачи // Вестник МГУ. — 1966. — № 1. — С. 3—6.
- Молодцов В. С. Объективность противоречий и их роль в развитии общества // Проблемы противоречия в диалектической логике. — М., 1967.
- Молодцов В. С. Социализм и обновление человека // Вестник МГУ. — 1967. — № 5. — С. 9—18.
- Молодцов В. С., Ильин А. Я., Коршунов А. М. и др. Методологические проблемы современной науки. — М.: Изд-во МГУ, 1970. — 360 с.
- Молодцов В. С. Актуальные проблемы марксистско-ленинской философии. — М.: Изд-во МГУ, 1973. — 354 с.
- Молодцов В. С. К 10 международному гегелевскому конгрессу. — М.: Изд-во МГУ, 1974. — 118 с.
- Молодцов B. C. В. И. Мальцев (1906—1975) // История философской мысли в Московском университете. — М.: Изд. МГУ, 1982. — С. 252—254.